# Rachel Tess
Rachel Victoria Tess, född 30 april 1980 i Portland, Oregon, USA, är en amerikansk-svensk dansare och koreograf.

## Biografi
Rachel Tess växte upp i Portland i USA. Hon började i balettskola som femåring och arbetade som dansare vid Oregon Ballet Theatre 1998-2000. Ett stipendium gjorde att hon kunde studera dans och koreografi vid Juilliard School i New York 2000-2004. Hon blev sedan anställd vid ett danskompani i Montreal. Hennes dåvarande make hade ett arbete vid Göteborgsoperan och under sin semester 2005 reste hon dit, började träna med baletten och erbjöds arbete där. Hon stannade i Göteborg i två säsonger innan hon och maken återvände till USA.
I Portland startade paret ett eget danskompani som samarbetade med arkitekter, konstnärer, gallerier och musiker. Man valde att framträda i mindre lokaler där man kom närmare publiken. Den filosofin har Tess behållit, även om hon senare också framträtt på stora scener i USA och Europa. 2008 blev hon erbjuden en plats i den svenska Cullbergbaletten och arbetade i den i fem år, med ett antal avbrott för att kunna genomföra egna projekt i Portland.
2013 tog Tess examen i koreografi vid Dans- och Cirkushögskolan i Stockholm. En tillfällighet gjorde att hon flyttade till Österlen i Skåne. Medan hon arbetade med en platskrävande scenografi i Stockholm, träffade hon en man, senare sambo, som hade tillgång till en stor lokal utanför Kivik som för tillfället stod tom. Hon flyttade dit med hela bygget. ”Det var förstås fel steg om man ville fortsätta sin karriär på de stora scenerna – men det var jag!”, sade hon i en intervju.

## Verksamhet
Sedan Tess flyttat till Skåne, först Kivik och sedan Knislinge norr om Kristianstad, har hon blivit svensk medborgare. Hon har främst hållit sig till svenska och danska scener, men ändå på olika sätt behållit sina internationella kontakter.
Tess har valt att som dansare och koreograf främst, men inte enbart, arbeta i mindre lokaler där hon får nära kontakt med publiken. Hon har gjort många framträdanden på Wanås slott liksom på andra gallerier och har suttit i den konstnärliga ledningen för skulpturparken vid Wanås. Hon har också sysslat med performance och installation. 2017 svarade hon för koreografin för Peer Gynt som gavs på Skillinge Teater. 2021 var hon huvudansvarig för en dansföreställning på Det Kongelige Teater i Köpenhamn, Before, after Nevermind, efter Nirvanas album. Hon har också har samarbetat med Riksteatern, Norrdans och Skånes Dansteater. 
2013 blev Tess invald i Östra Skånes Konstnärsgille och 2017 dess ordförande.

## Milvus Artistic Research Center
På en gård utanför Kivik startade Rachel Tess 2013 Milvus Artistic Research Center, MARC, ett center för dansare, koreografer och performancekonstnärer. Artister från många länder kommer till MARC för att under tid fritt kunna jobba med olika projekt och utforska dansens möjligheter. 2018 flyttade verksamheten till en stor gammal fabrikslokal i Knislinge och i december 2024 till Knislinge Folkets Park, samtidigt som verksamheten breddades.

## Utmärkelser
- 2013 Stipendium från Princess Grace Foundation i USA.[3]
- 2018 Ystads Allehandas kulturpris.
- 2019 Birgit Cullberg-stipendiet.
- 2023 Region Skånes kulturpris.